# Aclytia modesta
Aclytia modesta là một loài bướm đêm thuộc phân họ Arctiinae, họ Erebidae.